# Hui (Interjektion)
Hui (auch Huj oder seltener Huy) ist eine Interjektion in der deutschen Sprache, die mehrere Bedeutungen hat. Daneben ist es auch eine Bezeichnung zur Identifikation von Menschen (z. B. Nachname), Personengruppen (z. B. Hui-Chinesen) bzw. eine Sprache (Hui-Chinesisch) und für Einrichtungen.
Im Deutschen dient es unter anderen als Zwischenwort, welches eine große Geschwindigkeit zum Ausdruck bringt und auch zur Aufmunterung.

## Bibel
In der Bibel ist, je nach Übersetzung, das Wort Hui bzw. Huj in mehreren Passagen in Verwendung (Beispiele):
- Es ist Blut! Die Könige haben sich mit dem Schwert verderbt, und einer wird den andern geschlagen haben. Hui, Moab, mache dich nun auf zur Ausbeute! [3]
- Denn ich höre, wie mich viele schelten und schrecken um und um. "Hui, verklagt ihn! Wir wollen ihn verklagen!" sprechen alle meine Freunde und Gesellen, "ob wir ihn übervorteilen und ihm beikommen mögen und uns an ihm rächen."[4]
- Huj, huj, fliehet aus dem Mitternacht Land![5]
- Hui! entrinne, Zion, die du wohnst bei der Tochter Babels![6]
- So oft die Drommete klingt, spricht es: Hui! und wittert den Streit von ferne, das Schreien der Fürsten und Jauchzen.[7]

## Umgangssprache

### Deutsch

#### Bedeutung
Nach Johann Christoph Adelung werden mit Hui! (Huy!), Hurr!, Husch Geschwindigkeiten, ein kurzer Zeitraum, ein Augenblick ausgedrückt. So schreien Jäger dies sowohl den Hunden, wenn sie anfallen sollen, als auch den wilden Schweinen, damit sie anlaufen. Im Oberdeutschen sei huj auch das Bey- und Nebenwort, für schnell, hurtig. Ein hujer Mensch; er ist in allen seinen Sachen, zu huj. Ingleichen das Zeitwort hujen in dem zusammen gesetzten überhujen, übereilen. Als Zwischenwort der aufmunternden Freude sei es mit ey! verwandt.

#### Ring des Nibelungen
Richard Wagner verwendete huien im Ring des Nibelungen als Substantiv:
Wie führ’ ich den Huien

zu Fafners Nest? –

Wie füg’ ich die Stücken

des tückischen Stahls?

Keines Ofens Glut

glüht mir die echten;

keines Zwergen Hammer

zwingt mir die harten:

des Niblungen Neid,

Not und Schweiß

nietet mir Nothung nicht,

schweißt mir das Schwert nicht zu ganz!
Wagner erfand dieses Substantiv Huien. Im Sinne von hui bedeutet es in diesem Vers, dass Siegfried der Schnelltuende ist.

#### Westerwald
Im Westerwald ist der Gruß Hui! Wäller – Allemol 1913 kreiert worden. Die Ortsgruppe Bonn des Westerwaldvereins hatte einen Wettbewerb hierzu veranstaltete, bei dem ein passender Gruß für die Westerwälder gesucht wurde.

#### Hoi
Mit der Interjektion hoi bestehen Überschneidungen, die unter Umständen auf dasselbe Wort zurückgehen. Im Alemannischer Raum und Südtirol, in weiten Teilen der deutschsprachigen Schweiz, in Südbaden, in Liechtenstein, in Vorarlberg wird der Ausruf hoi als Begrüßung im Sinne von «hallo» angewandt sowie als ein Zuruf von Hirten und Fuhrleute an das Vieh, um es in Ordnung zu halten oder anzutreiben. Bei Menschen auch als ermunternder Zuruf im Sinne von «auf!, vorwärts!» und auch als Ruf des Erstaunens oder Verwunderung.
Es wird davon ausgegangen, dass hoi auf einen Treiberruf zurückgeht.

### Andere Sprachen
Im Schwedischen finde es sich gemäß Adelung als hui, im Französischen und Italienischen als uh. Verwandt sei Hui mit dem Angelsächsischen: higan im Sinne von eilen (Altenglisch: to hye).

## Sprichwörter
- Heute hui, morgen pfui,
- Hui und Pfui der Welt,
- Außen hui und innen pfui,
- Hinten hui, vorn pfui,
- Oben hui, unten pfui,
- Ûwa hui, onda fui,
- Mit hui fängt's an, mit pfui hört's auf,
- Der dörff ner sôg'n: hui, nâu sôg' i scho pfui,
- Es darff keiner Hui sagen, so lang er in dieser schlipfrigen Welt seinen Lauff hat,
- Es soll keiner huy sagen, ehe er vber den Graben, bach oder berg kompt,
- Hui ist der Spieler Gott (sagen die Spieler),
- Im ersten Hui.
- alle hui (alle Augenblicke),
- Er ist hui in allem,
- Es ist in einem Hui geschehen.[18]